# Hamilcar (Cremona)
Hamilcar (Fenicisch: ḥmlqrt, "broeder van Melqart") was een Carthaags legeraanvoerder.
Hamlicar was een generaal onder Hasdrubal Barkas. Na diens dood bleef hij achter in Gallië. In 200 v.Chr. voerde hij een groep Gallische en Ligurische stammen aan tegen Lucius Furius Purpurio van de provincie Gallia Cisalpina. Ze plunderden Placentia , maar tijdens de Slag bij Cremona wisten de Romeinen de invallers vernietigend te verslaan, waarbij 35.000 Galliërs en Hamilcar om het leven kwamen.